# Centre Espacial Luigi Broglio
El Centro Spaziale Luigi Broglio (en anglès Luigi Broglio Space Center o BSC) és una base espacial italiana prop de Malindi, Kenya, que porta el nom del seu fundador i pioner espacial italià Luigi Broglio. Fou desenvolupat en la dècada de 1960 a través d'una associació entre el Centre de Recerca Aeroespacial de la Universitat de Roma La Sapienza i la NASA, el BSC ha servit com un port espacial per al llançament de satèl·lits italians i internacionals. El centre comprèn d'un lloc de llançament a alta mar principal, conegut com la plataforma San Marco, així com dues plataformes de control secundaris i una de comunicacions com a estació terrestre a terra ferma. El 2003 un decret legislatiu va lliurar l'Agència Espacial Italiana la gestió del centre, a partir del 2004, i el nom va ser canviat des de l'anterior San Marco Equatorial Range. Mentre que l'estació de terra està encara en ús per a les comunicacions per satèl·lit, el BSC no s'utilitza actualment com un lloc de llançament.

## Llançaments de satèl·lits
| Data de llançament | Vehicle   | Càrrega útil  | COSPAR ID                                       | Comentaris                                                                                              |
| ------------------ | --------- | ------------- | ----------------------------------------------- | --- |
| 1967-04-26         | Scout B   | San Marco 2   | 1967-038A                                       | El San Marco 1 va ser llançat prèviament des de Wallops als EUA                                         |
| 1970-12-12         | Scout B   | Uhuru (SAS-A) | 1970-107A                                       | |
| 1971-04-24         | Scout B   | San Marco-3   | 1971-036A                                       | |
| 1971-11-15         | Scout B   | S-Cubed A     | 1971-096A Arxivat 2011-10-28 a Wayback Machine. | |
| 1972-11-15         | Scout D-1 | SAS-B         | 1972-091A                                       | |
| 1974-02-18         | Scout D-1 | San Marco-4   | 1974-009A                                       | |
| 1974-10-15         | Scout B-1 | Ariel V       | 1974-077A                                       | Les operacions de satèl·lit van ser dirigides des d'un centre de control en el Appleton Lab, Regne Unit |
| 1975-05-07         | Scout F-1 | SAS-C         | 1975-037A                                       | |
| 1988-03-25         | Scout G-1 | San Marco-D/L | 1988-026A                                       | |